# 4812 Hakuhou
4812 Hakuhou је астероид главног астероидног појаса са пречником од приближно 7,28 .
Афел астероида је на удаљености од 2,859 астрономских јединица (АЈ) од Сунца, а перихел на 1,877 АЈ.
Ексцентрицитет орбите износи 0,207, инклинација (нагиб) орбите у односу на раван еклиптике 4,676 степени, а орбитални период износи 1331,339 дана (3,645 године).
Апсолутна магнитуда астероида је 14,40 а геометријски албедо 0,058.
Астероид је откривен 18. фебруара 1977. године.